# Bassaxofon

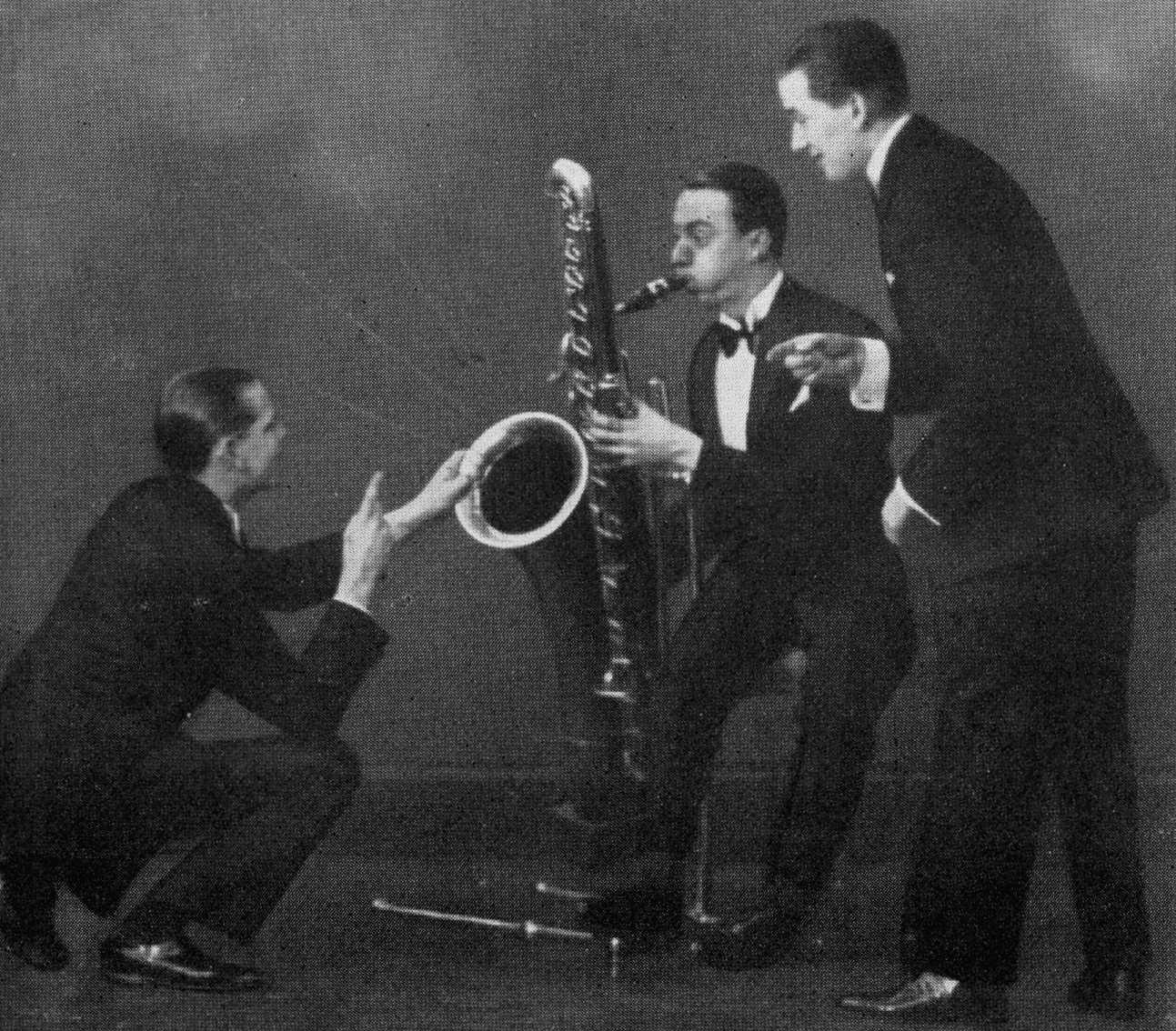
Den danska jazztrion "We Three" c:a 1927 med Anker Skjoldborg på bassaxofon. Till höger trions ledare Otto Lington.

Bassaxofonen stämd i BBb är den tredje största saxofonen av alla. Större modeller är kontrabassaxofonen stämd i EEb och den nyligen tillverkade subkontrabassaxofonen (tubax) stämd i BBBb. Bassaxofonen var den första saxofonmodellen som Adolphe Sax tillverkade på 1840-talet, syftet var att ta fram ett ljudstarkt blåsinstrument som kunde överbrygga klangen mellan brass och träblås.
Bassaxofonen är i dag ett ganska sällan använt instrument. På 1920-talet hade den dock en relativt viktig roll inom dans- och jazzmusik. Till tidens mest kända virtuoser på instrumentet hör Adrian Rollini och Spencer Clark, vilka båda primärt verkade inom orkestern California Ramblers. Också Coleman Hawkins framträdde under början av sin karriär som solist på bassaxofon.
I modern tid har den svenske jazzmusikern Frans Sjöström (1944-2023) skaffat sig världsomfattande berömmelse som traktör av detta instrument.